# Tramvajová doprava v Moločném
Tramvajová doprava v Moločném, v krymském černomořském letovisku, představovala jedinou linku; tramvaje jezdily k mořskému pobřeží. Šlo o jeden z nejmenších tramvajových systému na světě. Fungoval v letech 1989 až 2014.

## Charakteristika
Byl to nejmenší tramvajový systém na Ukrajině, v bývalém Sovětském svazu, i jeden z nejmenších na světě. Linka spojovala v letovisko Moločnoje, konkrétně hotel Beregovoj s mořským pobřežím. Provozována byla hotelem Beregovoj.
Trať byla úzkorozchodná (rozchod kolejí 1000 mm), z obou stran kusá a měřila pouze 1540 m. Byly na ni nasazeny východoněmecké tramvaje typu Gotha T57 původem z Jevpatorije a Mykolajiva vyrobené v 50. letech 20. století. V provozu byly pouze dva vozy spřažené do jedné soupravy, a to jen v letní sezóně. Celkem celou síť tvořila jedna trať, malá vozovna a měnírna. 
Tramvaje měly bílo-modrý nátěr. Hosté hotelu mohli používat tramvaj zdarma, ostatní platili jízdné průvodčímu. Tramvaje byly v provozu pouze v době letní sezóny.

## Historie

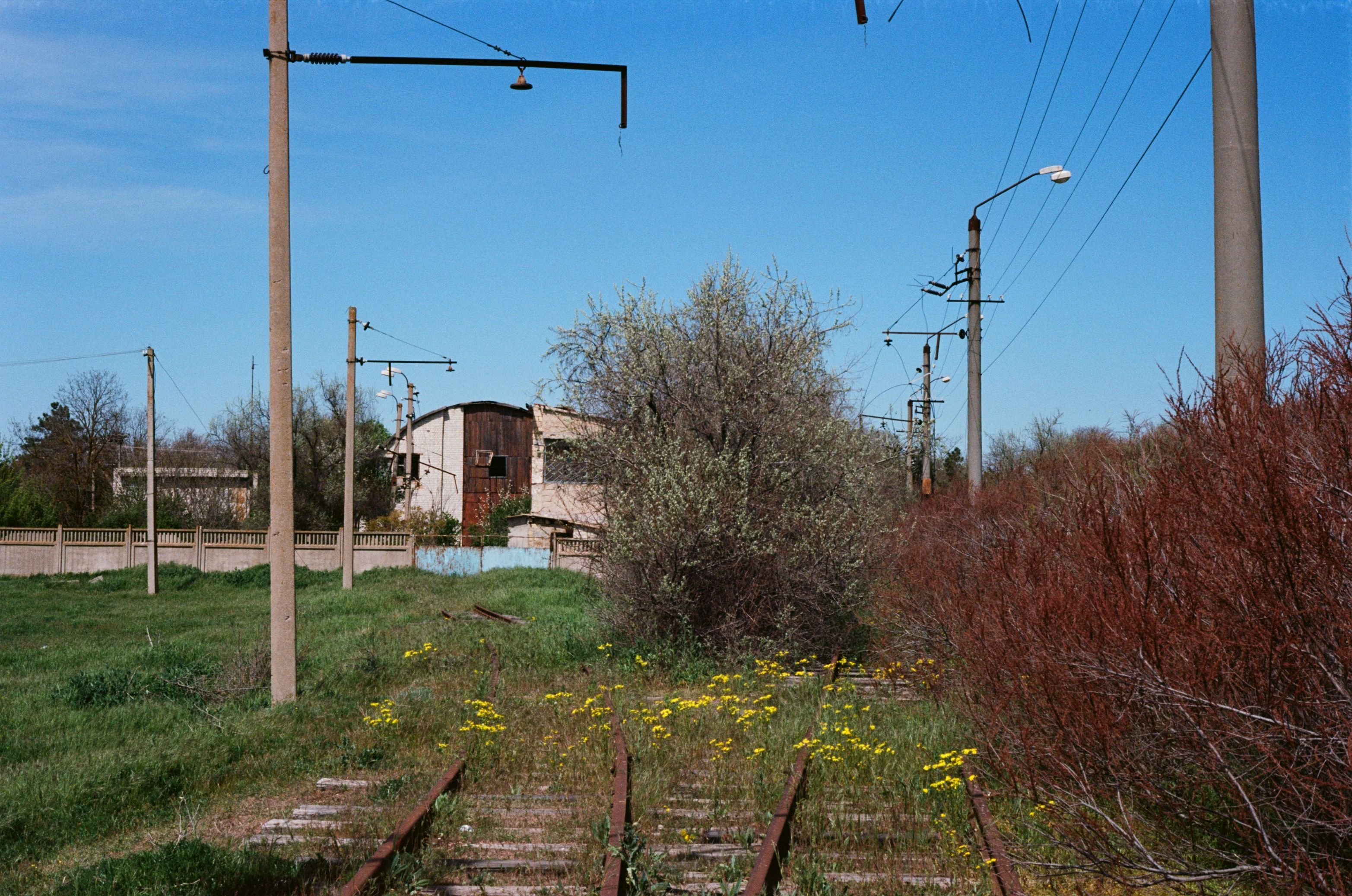
Tramvajová trať s odbočkou do vozovny (vlevo) v roce 2021

O výstavbě nového provozu na Ukrajině se rozhodlo roku 1988 na popud hotelu Beregovoj, na jaře následujícího roku se mohlo začít stavět. Vzhledem k velmi malému rozsahu celého provozu práce skončily rychle, první cestující se tak tramvají mohli svézt již 18. srpna 1989. 
Naposledy byl systém v provozu v srpnu 2014. V roce 2015 v provozu nebyl z důvodu rekonstrukce hotelu, provoz však nikdy nebyl obnoven.